# Belgische verkiezingen 1958
De Belgische verkiezingen van 1958 vonden plaats op zondag 1 juni. Tegelijk met het parlement (Kamer en Senaat) werden de negen provincieraden verkozen.
In Limburg en Luxemburg kwamen socialisten en liberalen samen op. Dat kartel leverde vijf kamerzetels en twee senatoren op: vier socialistische Kamerleden, één liberaal Kamerlid en twee liberale senatoren.
De communisten kwamen alleen op in Brabant, Henegouwen en Luik; elders riepen ze op om voor de socialisten te stemmen.
Het antiklerikale paarse kabinet van liberalen en socialisten hield er een totaal andere sociale en onderwijspolitiek op na dan de vorige regering. Dat verhevigde de zogenaamde Tweede Schoolstrijd (1950-1958). De paarse partijen verloren daarop echter de verkiezingen van 1958, ten voordele van de Christelijke Volkspartij. Dankzij de zgn. Sleutelcampagne ontworpen door Louis Darms herhaalde de CVP/PSC de kunstgreep van 1950: opnieuw verkreeg ze de absolute meerderheid, althans in de Senaat. Uiteindelijk werd de schoolkwestie nog hetzelfde jaar beslecht met het Schoolpact.

## Resultaten
| Partij | Partij                              | Stemmen (Kamer) | % (Kamer) | Kamer    | Senaat  |
| ------ | ----------------------------------- | --------------- | --------- | -------- | ------- |
|        | CVP/PSC                             | 2.465.549       | 45,5%     | 104 (+9) | 53 (+4) |
|        | BSP/PSB                             | 1.897.646       | 35,8%     | 80 (-2)  | 40 (-2) |
|        | LP/PL                               | 585.999         | 11,0%     | 20 (-4)  | 10 (-1) |
|        | Kartel van liberalen en socialisten | 111.284         | 2,1%      | 5 (—)    | 2 (—)   |
|        | KPB/PCB                             | 100.145         | 1,9%      | 2 (-2)   | 1 (-1)  |
|        | VU                                  | 104.823         | 1,5%      | 1 (+1)   | 0       |
|        | Andere                              | 36.907          | 0,7%      | 0        |         |
| Totaal | Totaal                              | 5.302.353       | 100%      | 212      | 106     |

## Verkozenen
- Kamer van volksvertegenwoordigers (samenstelling 1958-1961)
- Samenstelling Belgische Senaat 1958-1961

## Regeringsvorming
Na de verkiezingen werd de regering-G. Eyskens II gevormd.
1. ↑  Theo Luykx, Marc Platel, Politieke geschiedenis van België, p. 486